# فريدوم ووركس
تأسست فريدوم ووركس في عام 2004 ، وهي مجموعة مناصرة محافظة وتحررية من الولايات المتحدة الامريكية. تساعد فريدوم ووركس المتطوعين وتساعدهم وتمول الحملات والتعبئة من أجل تعزيز نفوذهم وتأثير الليبرتارية في الولايات المتحدة الأمريكية.
تعتبر فريدوم ووركس في هذا الصدد قريبة من حركة الشاي.

## المذكرات والمراجع
1. 1 2   https://www.charitynavigator.org/ein/521526916. اطلع عليه بتاريخ 2022-02-04. {{استشهاد ويب}}: |url= بحاجة لعنوان (مساعدة) والوسيط |title= غير موجود أو فارغ (من ويكي بيانات) (مساعدة)
2. ↑   https://www.mrc.org/freespeechalliance. {{استشهاد ويب}}: |url= بحاجة لعنوان (مساعدة) والوسيط |title= غير موجود أو فارغ (من ويكي بيانات) (مساعدة)
3. 1 2 3   https://www.charitynavigator.org/ein/521526916. اطلع عليه بتاريخ 2022-02-04. {{استشهاد ويب}}: |url= بحاجة لعنوان (مساعدة) والوسيط |title= غير موجود أو فارغ (من ويكي بيانات) (مساعدة)
4. ↑  Shaping Tea Party Passion Into Campaign Force, Kate Zernike, نيويورك تايمز, August 25, 2010 نسخة محفوظة 26 سبتمبر 2020 على موقع واي باك مشين.
5. ↑  "The Tea Party Movement: Who's In Charge?". The Atlantic (بالإنجليزية). Archived from the original on 2010-02-26.